# Hans Christoph von Schönfeldt

Wappen derer von Schönfeldt

Hans Christoph von Schönfeld(t) (* 24. August 1651; † 13. August 1727 in Kiel) war ein dänischer Offizier aus dem sächsischen Geschlecht deren von Schönfeldt. Seine Eltern waren Siegfried von Schönfeld auf Tennicht und Regina von Jagemann.

## Militärische Laufbahn
Im Winter 1675–76 trat er unter dem Befehl seines Onkels Gregory Allard von Schönfeld im Rang eines Hauptmanns der dänischen Armee bei und nahm ein Jahr später an der Schlacht bei Lund teil, in welcher sein Regiment hohe Verluste erlitt. In den letzten Jahren des Schonischen Krieges war sein Regiment in Lund stationiert und er wurde dessen Kommandeur. Während des Pfälzischer Erbfolgekrieges kämpfte er 1689–98 mit den dänischen Truppen unter dem Befehl von Herzog von Ferdinand von Württemberg-Neuenstadt in Irland und Flandern.
Im Jahr 1699 wurde er Brigadegeneral und nahm nach Beginn des Großen Nordischen Krieges im folgenden Jahr an der Eroberung der Husumer Schanzen und von Frederiksstad, sowie an der Belagerung von Tönning teil. Nach seiner Beförderung zum Generalmajor im Jahr 1704 diente er bei den dänischen Hilfstruppen in den Niederlanden beim 2. Seeland-Bataillon. Zwei Jahre später wurde er Befehlshaber der Infanterie in Holstein. Im Jahr 1706 erhielt er für seine Verdienste den Dannebrogorden. Nach der verlorenen Schlacht bei Helsingborg im Jahr 1710 war er mit der Reorganisation der dänischen Armee betraut. Danach war er Teil der dänischen Truppen, welche Wismar und Stralsund belagerten und wurde danach Kommandant von Kopenhagen. Im Jahr 1714 wurde er Kommandeur der Festung Frederikshavn. Nach dem Ende des Krieges durch den Frieden von Frederiksborg wurde Schönfeldt in den Ruhestand versetzt.

## Leben
Er heiratete vor 1694 Adelheid von Buchwald († 1730), der Tochter von Claus Buchwald zu Skovbølgård und Dorothea Rumohr († 1663). Er wurde in der Nikolaikirche in Kiel beerdigt.